# Cophyla
Genre
Synonymes
- Platypelis Boulenger, 1882
- Platyhyla Boulenger, 1889
- Paracophyla Millot & Guibé, 1951

Cophyla est un genre d'amphibiens de la famille des Microhylidae.

## Répartition
Les 19 espèces de ce genre sont endémiques de Madagascar.

## Liste des espèces
Selon Amphibian Species of the World (30 mars 2020) :
- Cophyla alticola (Guibé, 1974)
- Cophyla ando (Scherz, Köhler, Vences, and Glaw, 2019)
- Cophyla barbouri (Noble, 1940)
- Cophyla berara Vences, Andreone & Glaw, 2005
- Cophyla cowanii (Boulenger, 1882)
- Cophyla fortuna Rakotoarison, Scherz, Bletz, Razafindraibe, Glaw, and Vences, 2019
- Cophyla grandis (Boulenger, 1889)
- Cophyla karenae (Rosa, Crottini, Noel, Rabibisoa, Raxworthy & Andreone, 2014)
- Cophyla maharipeo Rakotoarison, Crottini, Müller, Rödel, Glaw & Vences, 2015
- Cophyla mavomavo (Andreone, Fenolio & Walvoord, 2003)
- Cophyla milloti (Guibé, 1950)
- Cophyla noromalalae Rakotoarison, Crottini, Müller, Rödel, Glaw & Vences, 2015
- Cophyla occultans (Glaw & Vences, 1992)
- Cophyla olgae (Rakotoarison, Glaw, Vieites, Raminosoa & Vences, 2012)
- Cophyla phyllodactyla Boettger, 1880
- Cophyla pollicaris (Boulenger, 1888)
- Cophyla puellarum Rakotoarison, Crottini, Müller, Rödel, Glaw & Vences, 2015
- Cophyla rava (Glaw, Köhler & Vences, 2012)
- Cophyla tetra (Andreone, Fenolio & Walvoord, 2003)
- Cophyla tsaratananaensis (Guibé, 1974)
- Cophyla tuberifera (Methuen, 1920)

## Taxinomie
Le genre Platypelis a été placé en synonymie avec Cophyla par Peloso et al. en 2015. Platyhyla avait été placé en synonymie avec Platypelis par Guibé en 1978 et Paracophylaavait été placé en synonymie avec Platypelis par Blommers-Schlösser et Blanc en 1991.

## Publication originale
- Boettger, 1880 : Diagnoses reptilium et batrachiorum novorum a Carolo Ebenau in insula Nossi-Bé Madagascariensi lectorum. Zoologischer Anzeiger, vol. 3, p. 279-283 (texte intégral).